# Маршрут Борджиа

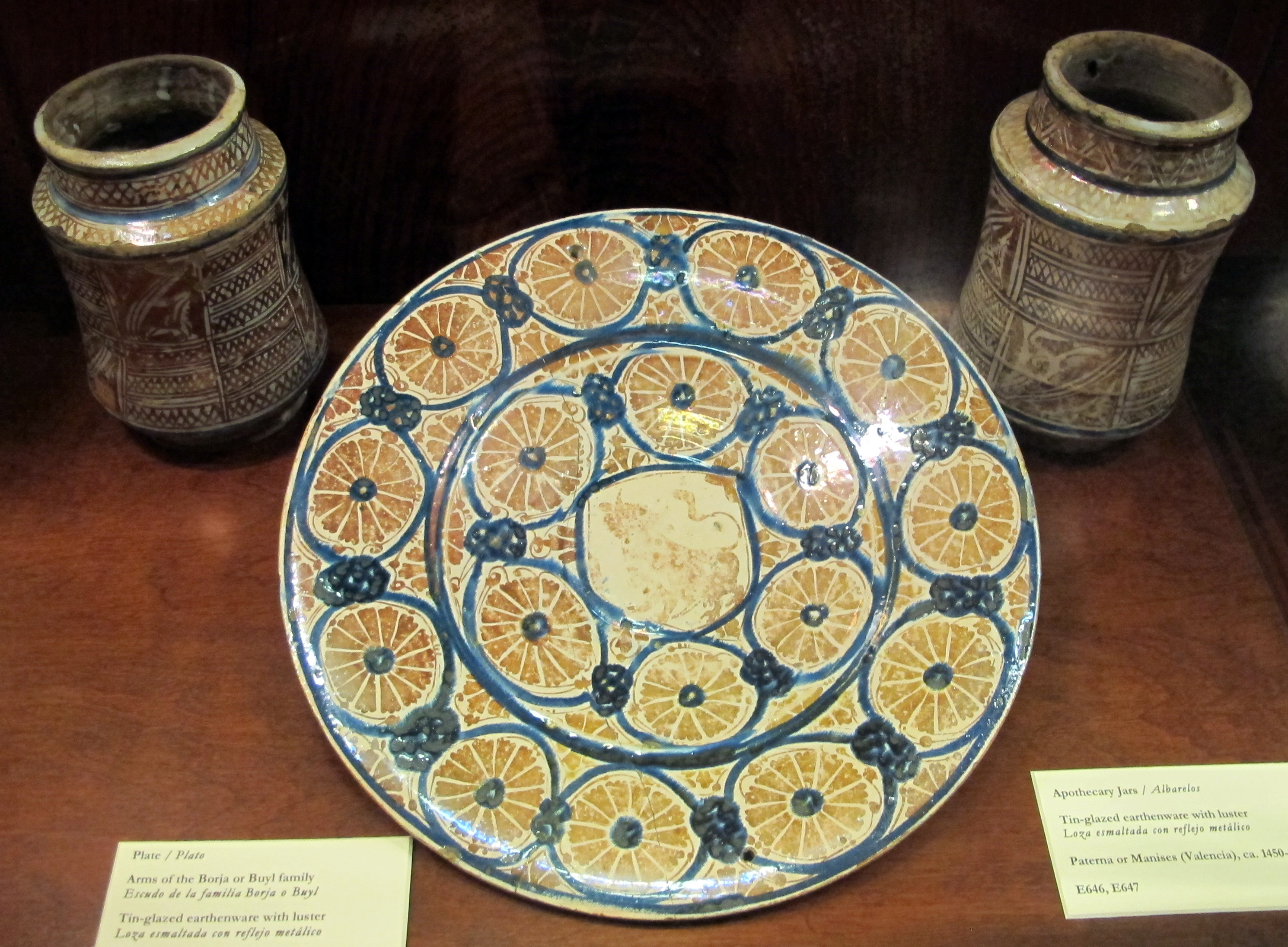
Блюдо XV века с гербом Борха (красный бык на жёлтом фоне)

Дорога Борджиа (исп. Ruta de los Borja) — туристский маршрут в Валенсийском сообществе, объединивший в 2007 году памятники истории и культуры, связанные с историей местного семейства Борха, или Борджиа.
Семейство Борха, родом из Арагона, обзавелось землями в Валенсийском королевстве после того, как его создатель Хайме Завоеватель изгнал из этих мест мавров. Из Канальса и Хативы представители рода в середине XV века переместились в Рим, где достигли всеевропейской славы в качестве понтификов, интриганов, полководцев и отравителей.
В начале XVI века Хуан де Борха-и-Энрикес вернулся в окрестности Валенсии и, унаследовав титул герцога Гандия, обосновался в одноимённом городе. От него происходят все испанские Борджиа XVII—XVIII веков. Соответственно, туристский маршрут начинается в Гандии и заканчивается в городе Валенсия.

## Состав
Маршрут охватывает следующие города и культурно-исторические памятники:
Гандия:
- Монастырская церковь Санта-Мария-де-Гандиа
- Герцогский дворец
- Монастырь Святой Клары
- Больница Святого Марка

Альфауир
- Сан-Херонимо де Котальба Туристы в герцогском дворце, Гандиа

Симат-де-Вальдигна

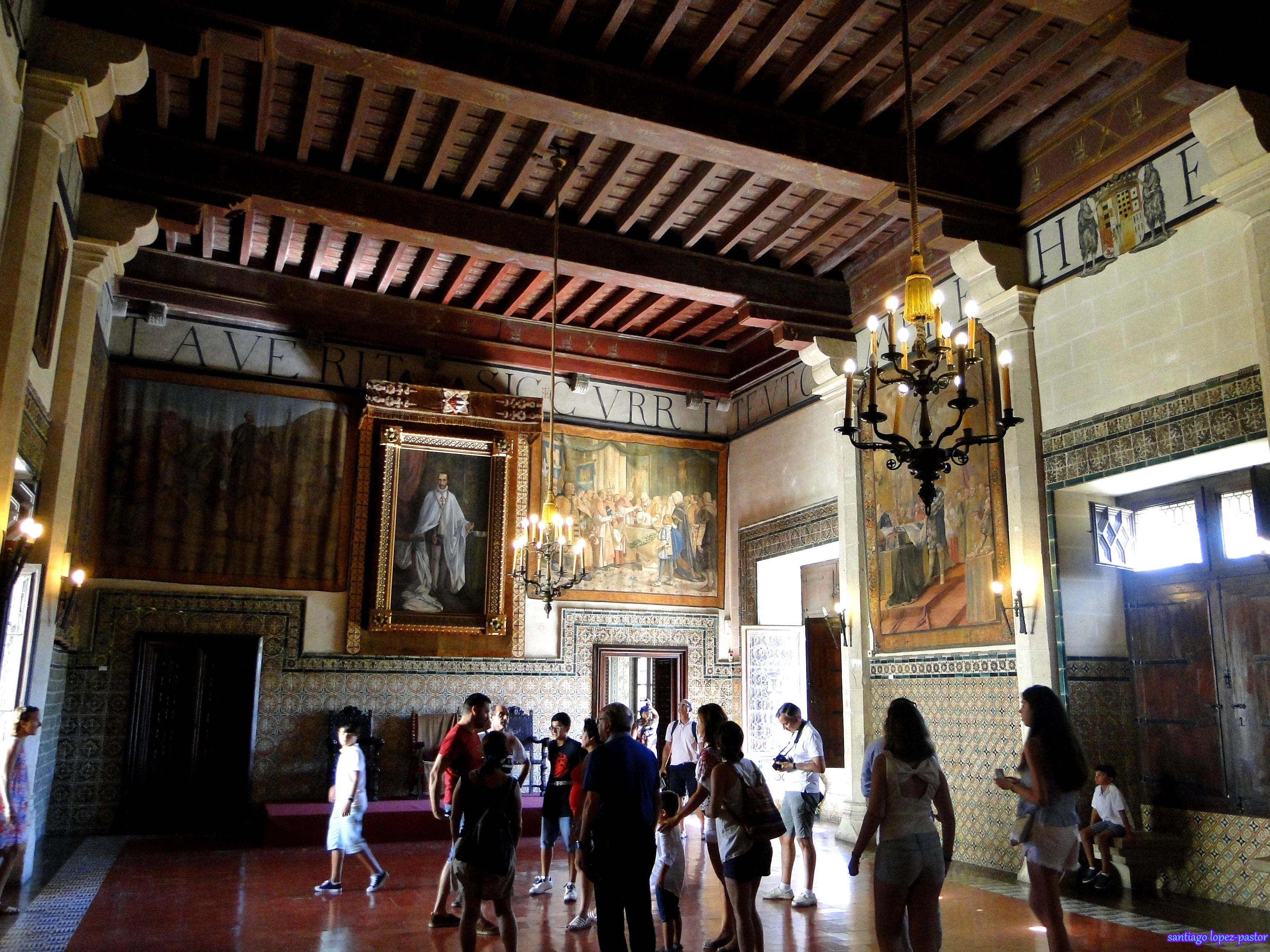
Туристы в герцогском дворце, Гандиа

- Монастырь Санта-Мария-де-ла-Вальдинья

Альбайда
- Замок маркграфов

Кастельон-де-Ругат
- Руины герцогской резиденции

Канальс
- Ораторий Борха
- Средневековые стены и башня

Хатива
- Соборная церковь
- Дом, где родился Александр VI
- Скит Санта-Ана

Льомбай
- Церковь Санта-Крус

Валенсия
- Собор Санта-Мария-де-Валенсия с башней Мигелете
- Дворец Борха
- Университет Валенсии
- Церковь Святого Николая

Кастельново (Кастельон)
- Замок Кастельново

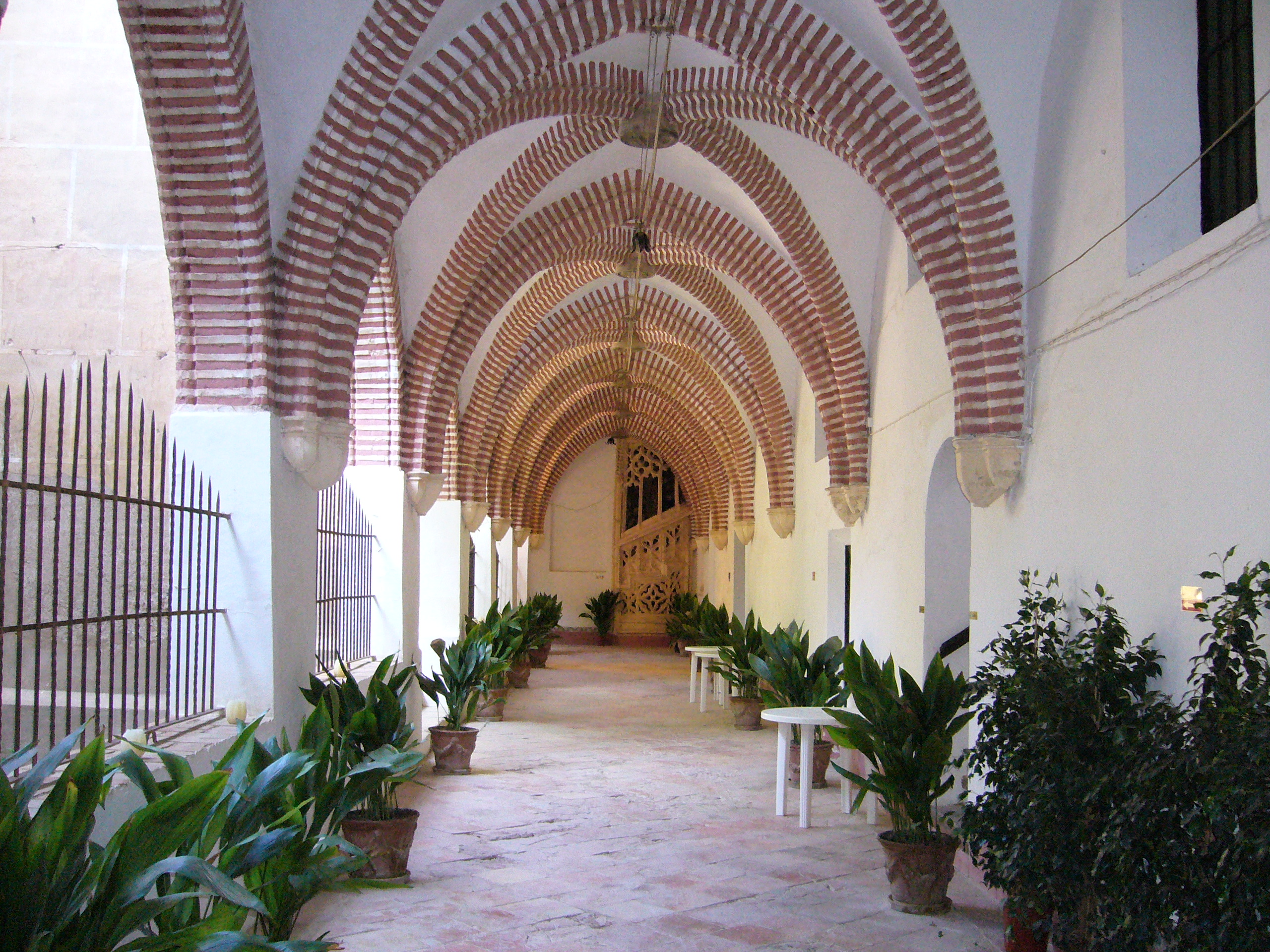
Сан-Херонимо де Котальба
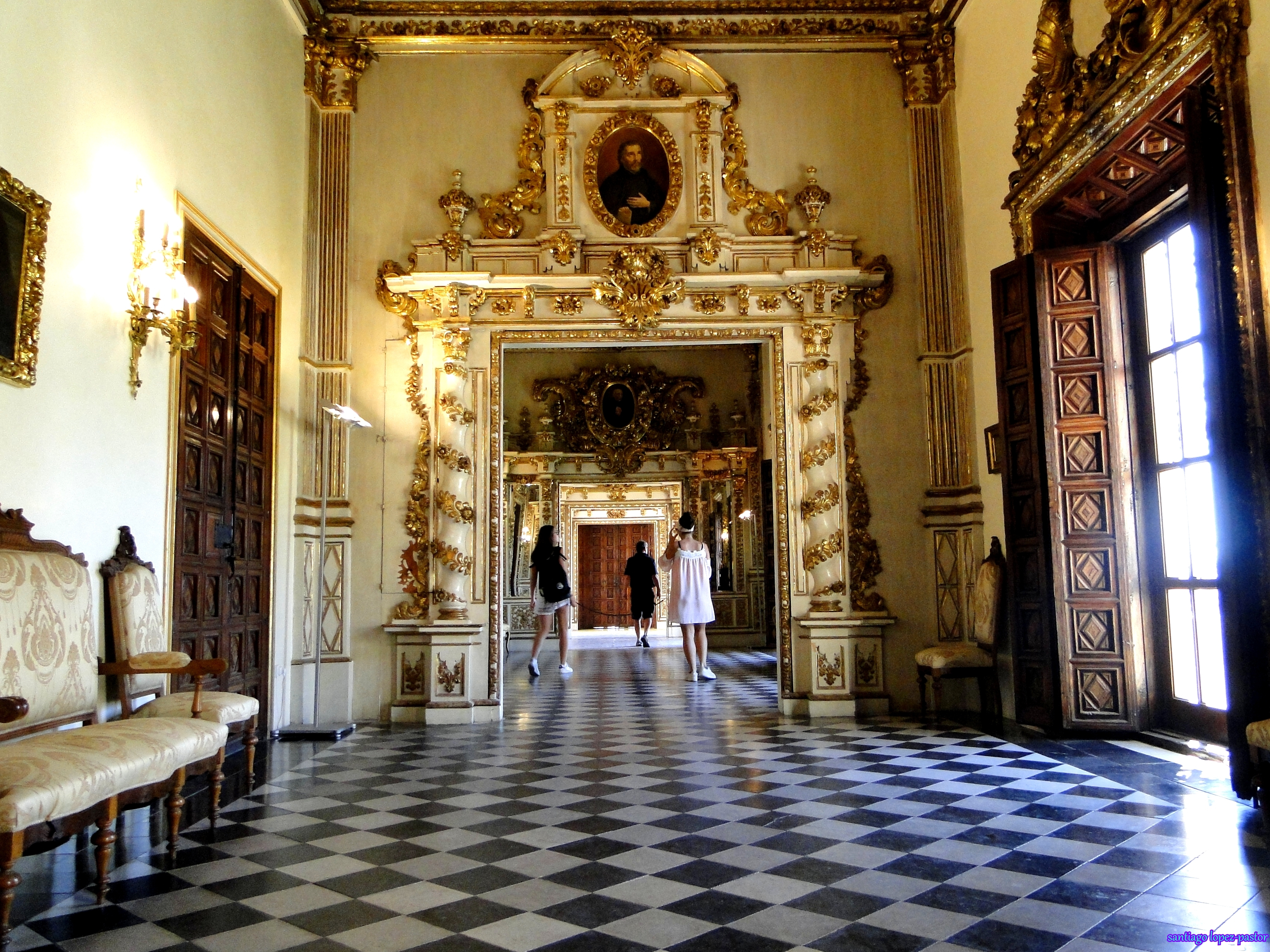
Интерьер герцогского дворца в Гандии
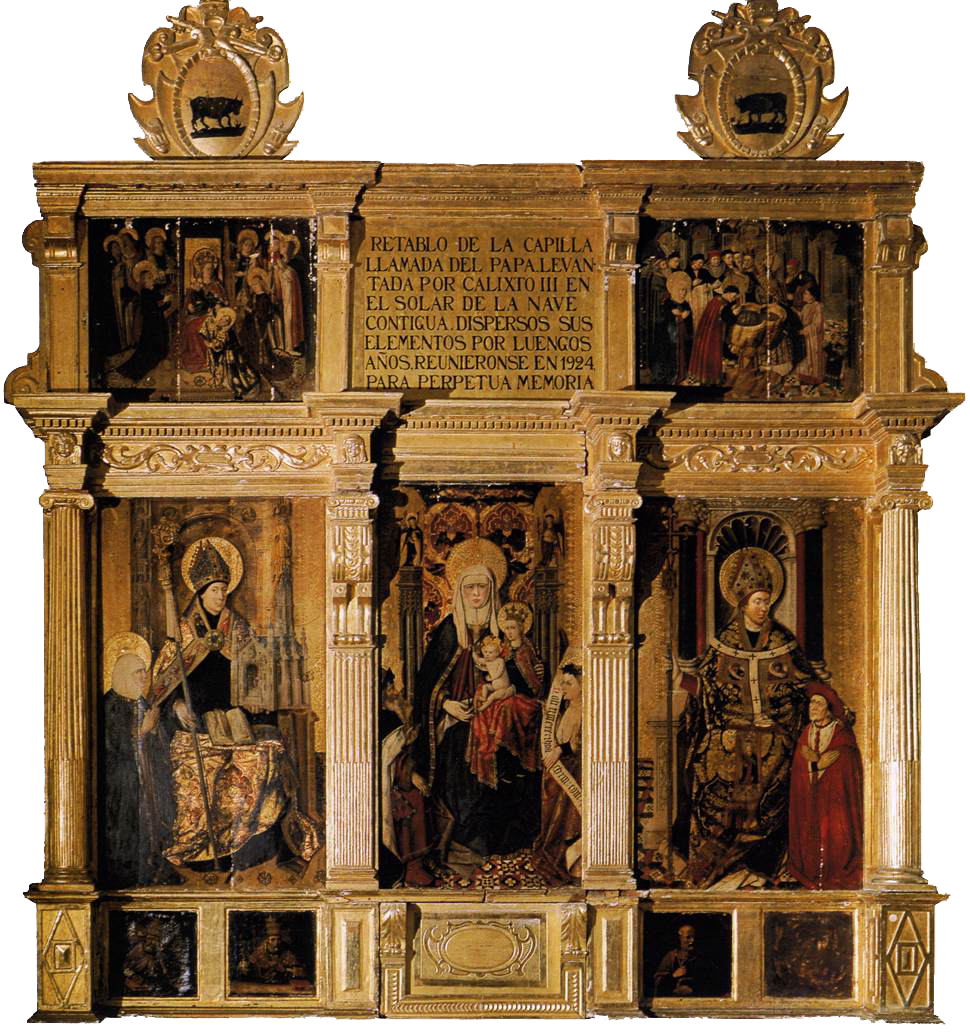
Триптих Борха работы Жакомарта (ок. 1447 г.)
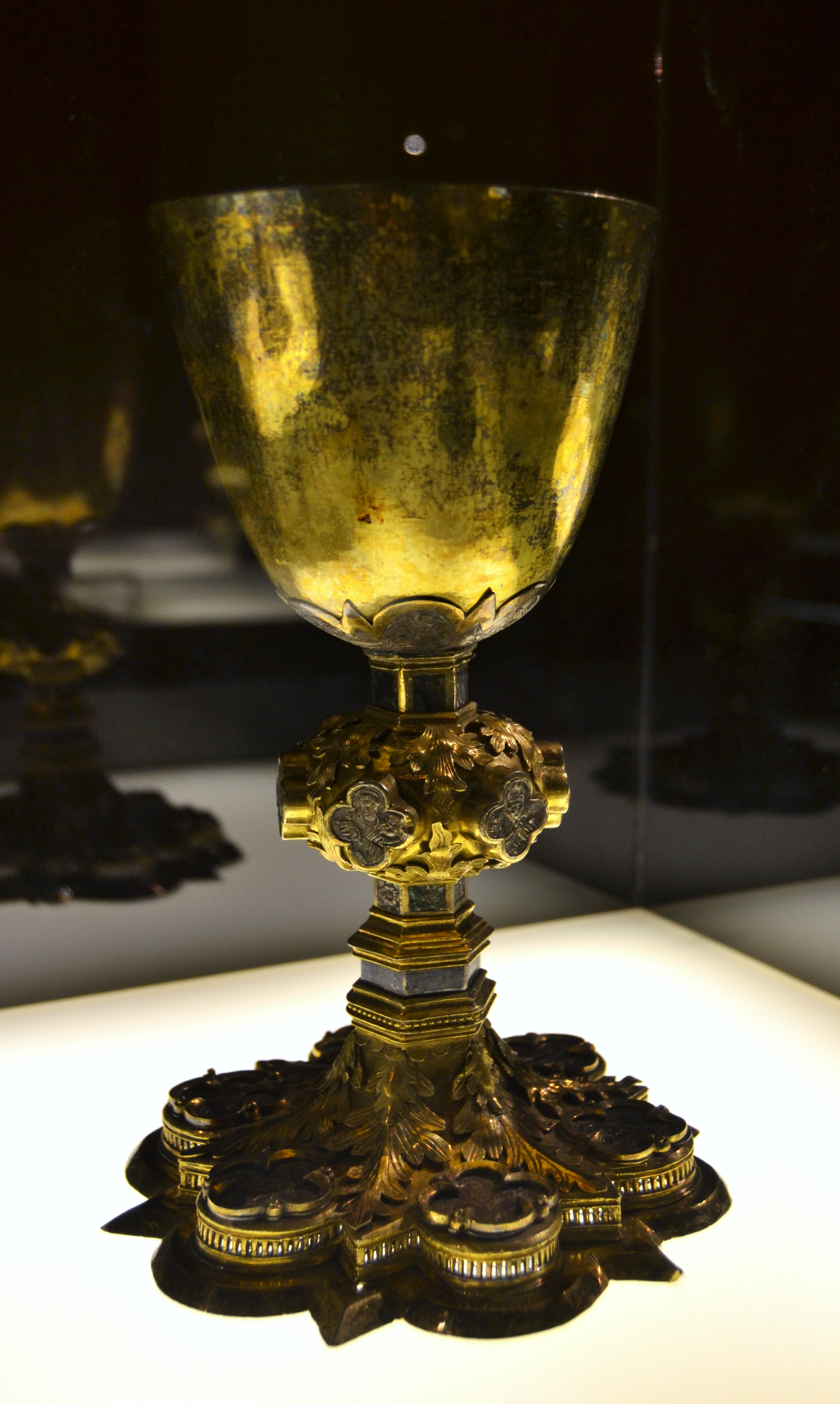
Кубок папы Каликста III в Хативе
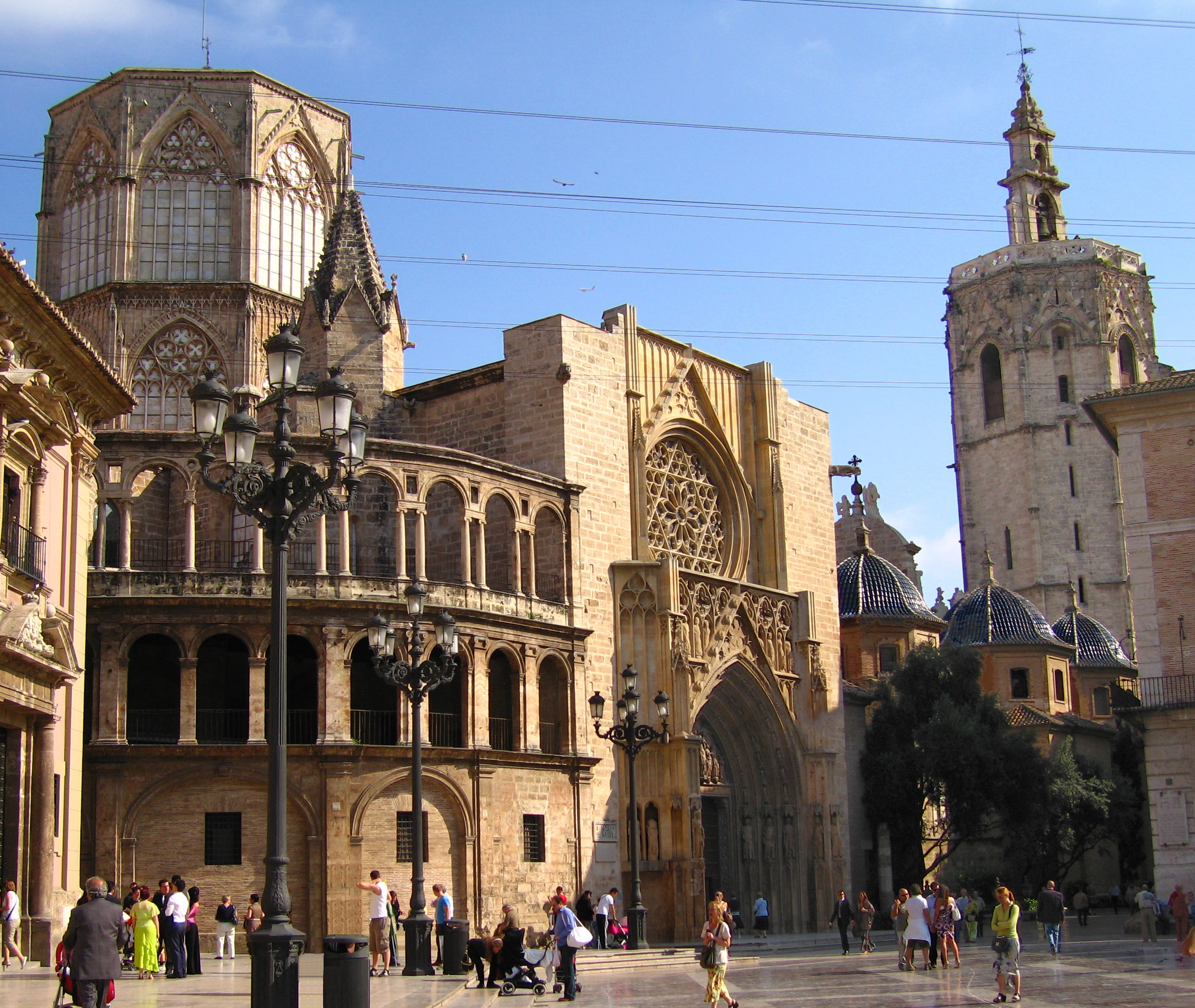
Кафедральный собор Валенсии
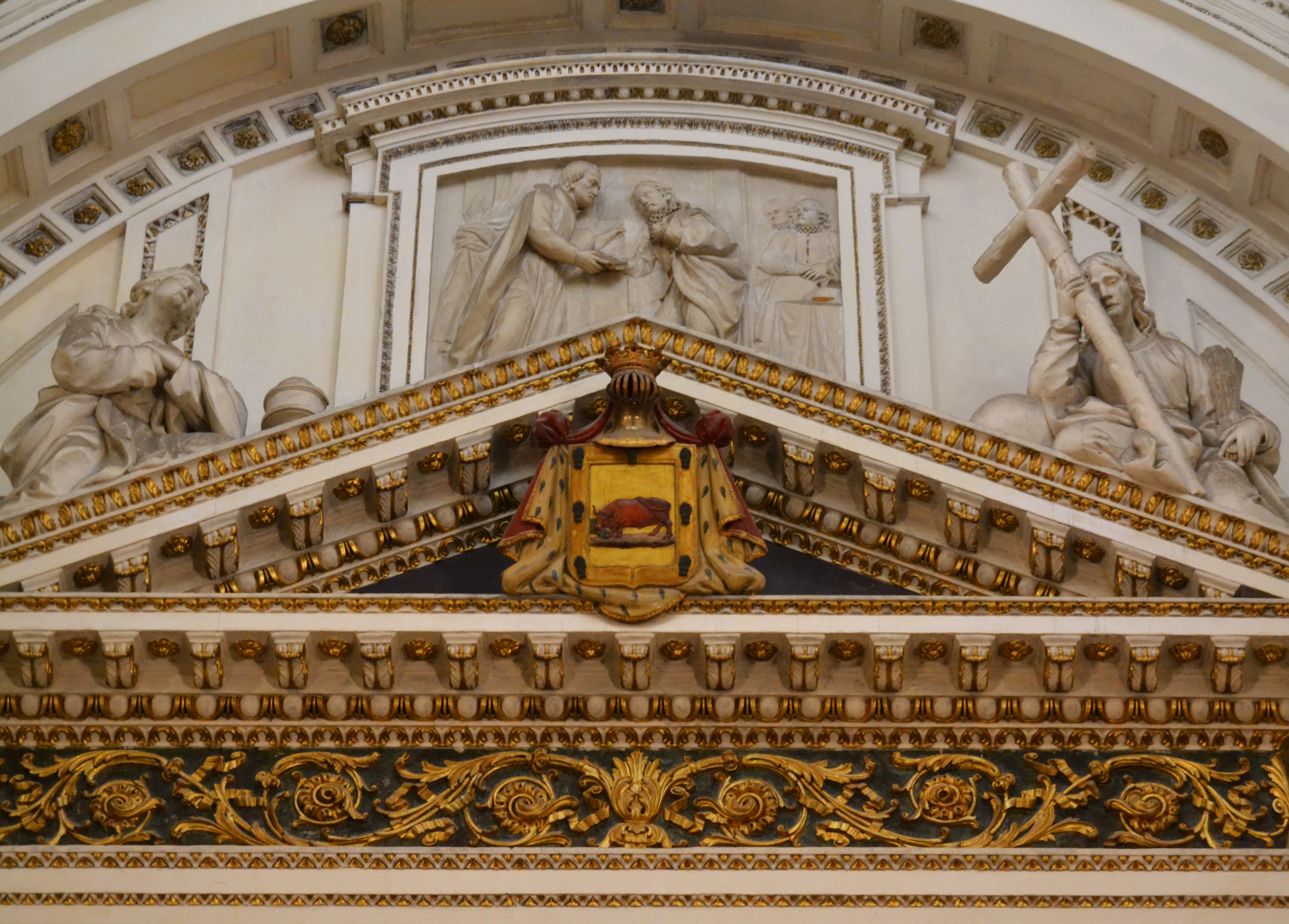
Герб св. Франсиско Борха в капелле Борха (Валенсия)
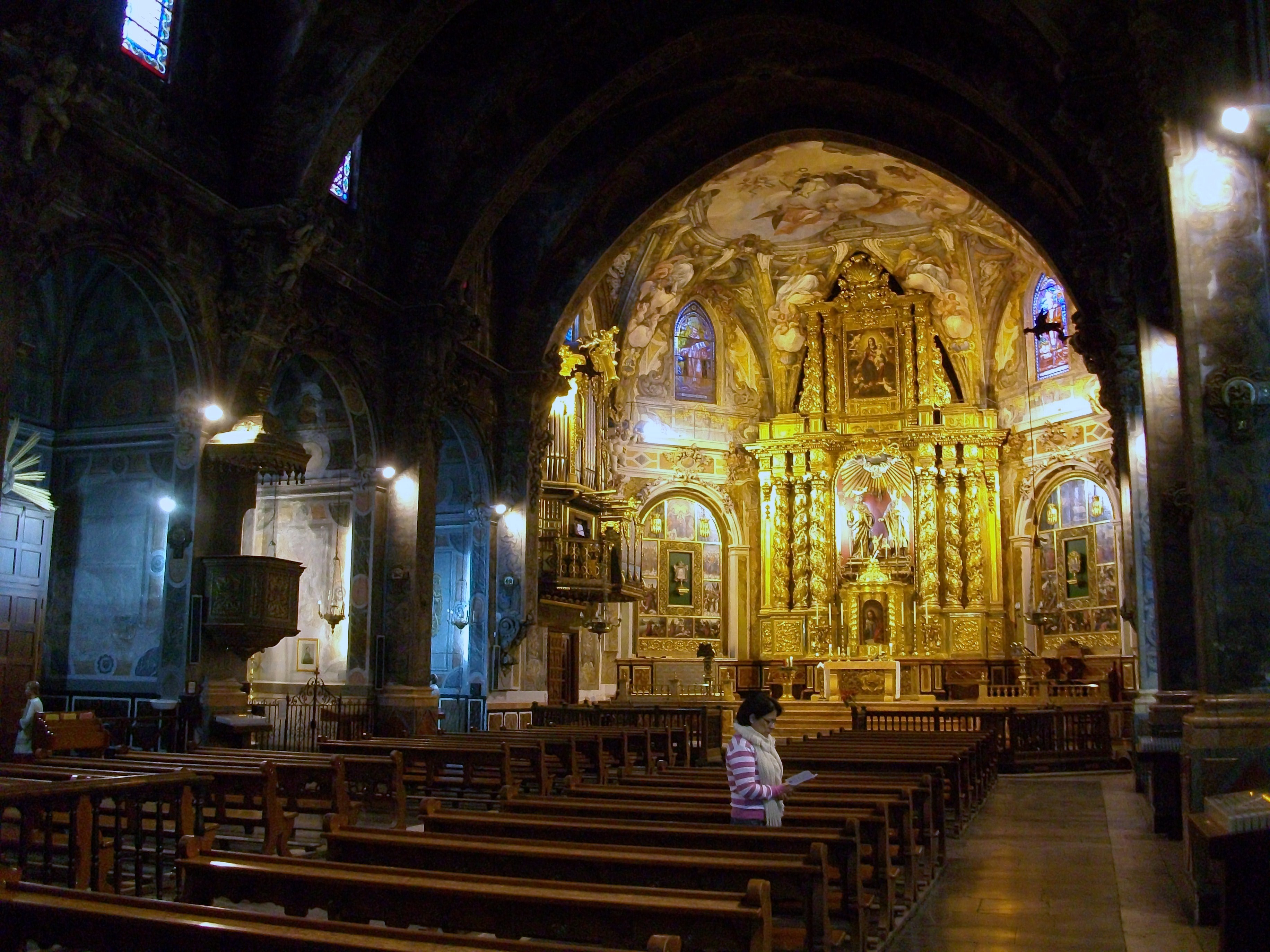
Церковь Святого Николая в Валенсии
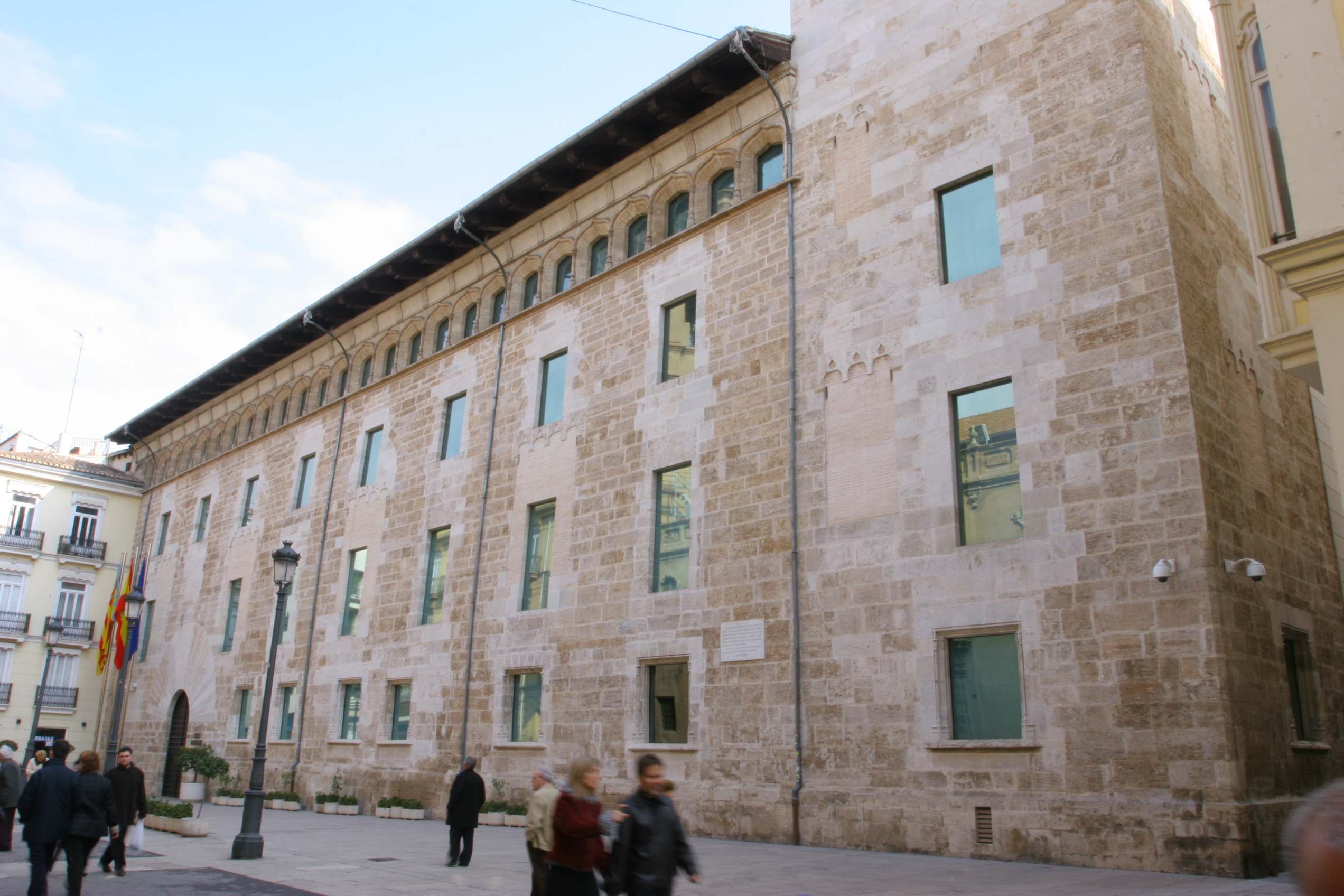
Дворец герцогов Гандия в Валенсии